# Nantua (quận)
Quận Nantua là một quận của Pháp, nằm ở tỉnh Ain, trong Rhône-Alpes. Quận này có 7 tổng và 64 xã.

## Các đơn vị hành chính

### Các tổng
Các tổng của quận Nantua là: 
1. Bellegarde-sur-Valserine
2. Brénod
3. Izernore
4. Nantua
5. Oyonnax-Nord
6. Oyonnax-Sud
7. Poncin

### Các xã
Các xã của quận Nantua, và mã INSEE là: 
| 1. Apremont (01011)               | 2. Arbent (01014)               | 3. Bellegarde-sur-Valserine (01033) |
| 4. Belleydoux (01035)             | 5. Bellignat (01031)            | 6. Billiat (01044)                  |
| 7. Bolozon (01051)                | 8. Boyeux-Saint-Jérôme (01056)  | 9. Brion (01063)                    |
| 10. Brénod (01060)                | 11. Ceignes (01067)             | 12. Cerdon (01068)                  |
| 13. Challes-la-Montagne (01077)   | 14. Champdor (01080)            | 15. Champfromier (01081)            |
| 16. Charix (01087)                | 17. Chevillard (01101)          | 18. Châtillon-en-Michaille (01091)  |
| 19. Condamine (01112)             | 20. Corcelles (01119)           | 21. Dortan (01148)                  |
| 22. Giron (01174)                 | 23. Groissiat (01181)           | 24. Géovreisset (01171)             |
| 25. Géovreissiat (01170)          | 26. Hotonnes (01187)            | 27. Injoux-Génissiat (01189)        |
| 28. Izenave (01191)               | 29. Izernore (01192)            | 30. Jujurieux (01199)               |
| 31. Labalme (01200)               | 32. Lalleyriat (01204)          | 33. Lantenay (01206)                |
| 34. Le Grand-Abergement (01176)   | 35. Le Petit-Abergement (01292) | 36. Le Poizat (01300)               |
| 37. Les Neyrolles (01274)         | 38. Leyssard (01214)            | 39. Lhôpital (01215)                |
| 40. Maillat (01228)               | 41. Martignat (01237)           | 42. Matafelon-Granges (01240)       |
| 43. Montanges (01257)             | 44. Montréal-la-Cluse (01265)   | 45. Mérignat (01242)                |
| 46. Nantua (01269)                | 47. Nurieux-Volognat (01267)    | 48. Outriaz (01282)                 |
| 49. Oyonnax (01283)               | 50. Peyriat (01293)             | 51. Plagne (01298)                  |
| 52. Poncin (01303)                | 53. Port (01307)                | 54. Saint-Alban (01331)             |
| 55. Saint-Germain-de-Joux (01357) | 56. Saint-Jean-le-Vieux (01363) | 57. Saint-Martin-du-Frêne (01373)   |
| 58. Samognat (01392)              | 59. Serrières-sur-Ain (01404)   | 60. Sonthonnax-la-Montagne (01410)  |
| 61. Surjoux (01413)               | 62. Vieu-d'Izenave (01441)      | 63. Villes (01448)                  |
| 64. Échallon (01152)              |                                 |                                     |